# Where Do I Go Now
Where Do I Go Now is een nummer van de Nederlandse rockband Kane uit 1999. Het is de eerste single van hun debuutalbum As Long as You Want This.
Aanvankelijk wilde Kane het nummer "Why" uitbrengen als eerste single, maar op het laatste moment werd toch gekozen voor "Where Do I Go Now", wat Kane meteen de definitieve doorbraak opleverde. Het nummer kwam onder de aandacht doordat 3FM-dj Isabelle Brinkman het nummer draaide in haar avondshow. Al snel voegde haar collega Rob Stenders de plaat toe aan de dagrotatie op 3FM. Nadat andere radiostations en muziekzender TMF het nummer ook gingen draaien, werd het een bescheiden hit en Kane een gevestigde naam binnen de Nederlandse muziekindustrie. 
"Where Do I Go Now" bereikte de 29e positie in de Nederlandse Top 40. De videoclip voor het nummer werd met een klein budget opgenomen met vriend en regisseur Ron Tetteroo in de Delftse Schiehallen.

## Tracklijst
Cd-single
1. "Where Do I Go Now" (Radio Mix) - 4:14
2. "Where Do I Go Now" (The Other Radio Mix) - 4:10